# حسين بن نفيسة
حسين بن علي نفيسة النجدي (1873 - 1950) شاعر سعودي. ولد في ضرما من ضواحي الرّياض وقرأ على بعض مشايخها، وانتقل إلى قطر ، فكان إمامًا ومحدّثًا لحاكمها قاسم بن ثاني، وعاد إلى بلدته سنة 1907 ولمّا انضم السعوديون الأحساء، تولّى إمامة أميرها عبد الله بن جلوي نحوًا من عشر سنين. رحل أخيرًا إلى مكة وتوفّي فيها. له ديوان شعر لكنه مفقود. 

## سيرته
ولد حسين بن علي نفيسة سنة 1873 م/ 1290 هـ أو يقال 1885 م/ 1297 هـ في قرية ضرماء بغربيّ الرياض وقرأ على بعض مشايخها. لم ينتظم في مدرسة، ولم يعرف حياة السكون، إذ تلقى العلم عن مشايخ ضرماء منهم عيسى بن عكاس، ثم جاب أنحاء الجزيرة العربية طلبًا للرزق، وكان شعره الوسيلة للتكسب. انتقل إلى قطر، فكان إمامًا ومحدّثًا لحاكمها قاسم بن ثاني، وعاد إلى بلدته سنة 1907 ولمّا انضم السعوديون الأحساء، تولّى إمامة أميرها عبد الله بن جلوي نحوًا من عشر سنين. رحل أخيرًا إلى مكة وتوفّي فيها سنة 1950 م/ 1369 هـ أو يقال 1955 م/ 1375 هـ. 

أطلق اسم حسين بن علي بن نفيسة على أحد شوارع مدينة الجدة.

## شعره
وصفه عبد العزيز البابطين في معجمه وقال «شاعر مدّاح، يتكسب بمدائحه يوجهها إلى الشخصيات المؤثرة، من ثم تحتفي هذه القصائد بتقاليد القصيدة المادحة من استهلال بالغزل، إلى إضفاء صفات المجد والكرم على الممدوح. وقد رثى وتغزل كذلك، وقد وجدت المقدمة الغزلية لها مكانًا حتى في مقدمة مرثيته الميمية - على سبيل المثال - أما حفاوته بفن الغزل فإنه من وسائل رواج الشاعر الجوال المتكسب، وقد أجاد في ذلك.»  من قصيدته بعنوان من قصيدة لك الحمد
تهنئة للملك عبد العزيز آل سعود: